# دیلویت
دیلویت توشی توماتسو (به انگلیسی: Deloitte Touche Tohmatsu Limited)، که عموماً به اختصار دلوید (به انگلیسی: Deloitte) خوانده می‌شود، یک شبکهٔ خدمات حرفه‌ای چندملّیتی است، که به‌همراه شرکت‌های پرایس واتر هاوس کوپرز، ارنست اند یانگ و کی‌پی‌ام‌جی به‌عنوان یکی از چهار مؤسسه بزرگ حسابرسی جهان شناخته می‌شود.
دیلویت در سال ۱۸۴۵ توسط ویلیام ولش دیلویت در شهر لندن تأسیس شد؛ و در ۱۸۹۰ به ایالات متّحده گسترش یافت. در ۱۹۷۲، دیلویت، و هسکینز اند سلز، با یکدیگر ادغام شدند و شبکه‌ای گسترده‌تر را شکل دادند، که دیلویت هسکینز اند سلز، نامیده‌شد. در ۱۹۸۹، دیلویت هسکینز اند سلز، و توشه راس در ایالات متّحده، ادغام شدند، و دیلویت اند توشه، را پدید آوردند. در ۱۹۹۳، این شبکهٔ جهانی، به دیلویت توشه تو ماتسو، تغییر نام داد، و بعدها، نام اختصاری دیلویت، را بر خود گرفت.
دیلویت با قریب به ۴۶۰.۰۰۰ کارشناس در سراسر جهان، خدمات متنوّعی در حوزه‌های حسابرسی، مشاورهٔ مدیریّت، مشاورهٔ مالی، مدیریت ریسک سازمانی، امور مالیاتی، و فعالیت‌های قانونی، ارائه می‌دهد. در سال مالی ۲۰۱۹، این شبکه توانست ۴۶.۲ میلیارد دلار درآمد کسب کند، که بیشترین میزان در تاریخ دیلویت محسوب می‌شود. در سال ۲۰۱۹، دیلویت در جایگاه ۴ام بزرگ‌ترین شرکت‌های سهامی خاص در ایالات متّحده، قرار داشت.

## تاریخ

### تاریخ ابتدایی
در سال ۱۸۴۵، ویلیام ولش دلوید دفتر کاری را در لندن، بریتانیا گشود. دلوید نخستین فردی بود که به عنوان یک مشاور مستقلّ یک شرکت عمومی، یعنی گریت وسترن ریلوی، برگزیده شد. بیش از سه دهۀ بعد، در سال ۱۸۸۰ وی دفتر کاری را نیز در نیویورک افتتاح کرد.
در سال ۱۸۹۰، دلوید دست به افتتاح شعبه‌ای در وال استریت زد؛ و ادوارد آدامز و پی‌دی گریفیتس را به سمت مدیران شعبه گمارد. این نخستین فعّالیّت دیلویت در خارج از کشور بود. دیری نپایید تا شعبه‌های دیگری در شیکاگو و بوئنوس آیرس افتتاح شدند. در ۱۸۹۸، پی‌دی گریفیتس از نیویورک بازگشت و به شریکی در دفتر لندن بدل گشت.
در سال ۱۸۹۶، چارلز ولدو هسکینز و الیجا وات سلز، هسکینز اند سلز را در نیویورک تأسیس کردند. بعدها، هسکینز اند سلز به عنوان "نخستین شرکت مشاورۀ بزرگ در ایالات متّحده، که آمریکایی‌ها تأسیسش کردند، نه حسابداران بریتانیایی"، مورد توصیف و شناخت واقع شد.
در سال ۱۸۹۸، جرج توش دفتری را در لندن گشود و مدّتی بعد، در ۱۹۰۰، به جان بالانتاین نایون پیوست تا شرکت توش نایون را در ساختمان جانستون، واقع در برود استریت ۳۰ در نیویورک، تأسیس کند.
Wikipedia contributors, "Deloitte," Wikipedia, The Free Encyclopedia, https://en.wikipedia.org/w/index.php?title=Deloitte&oldid=971837800 (accessed August 17, 2020).